# 聖瑪加當座堂 (恩尼斯基林)

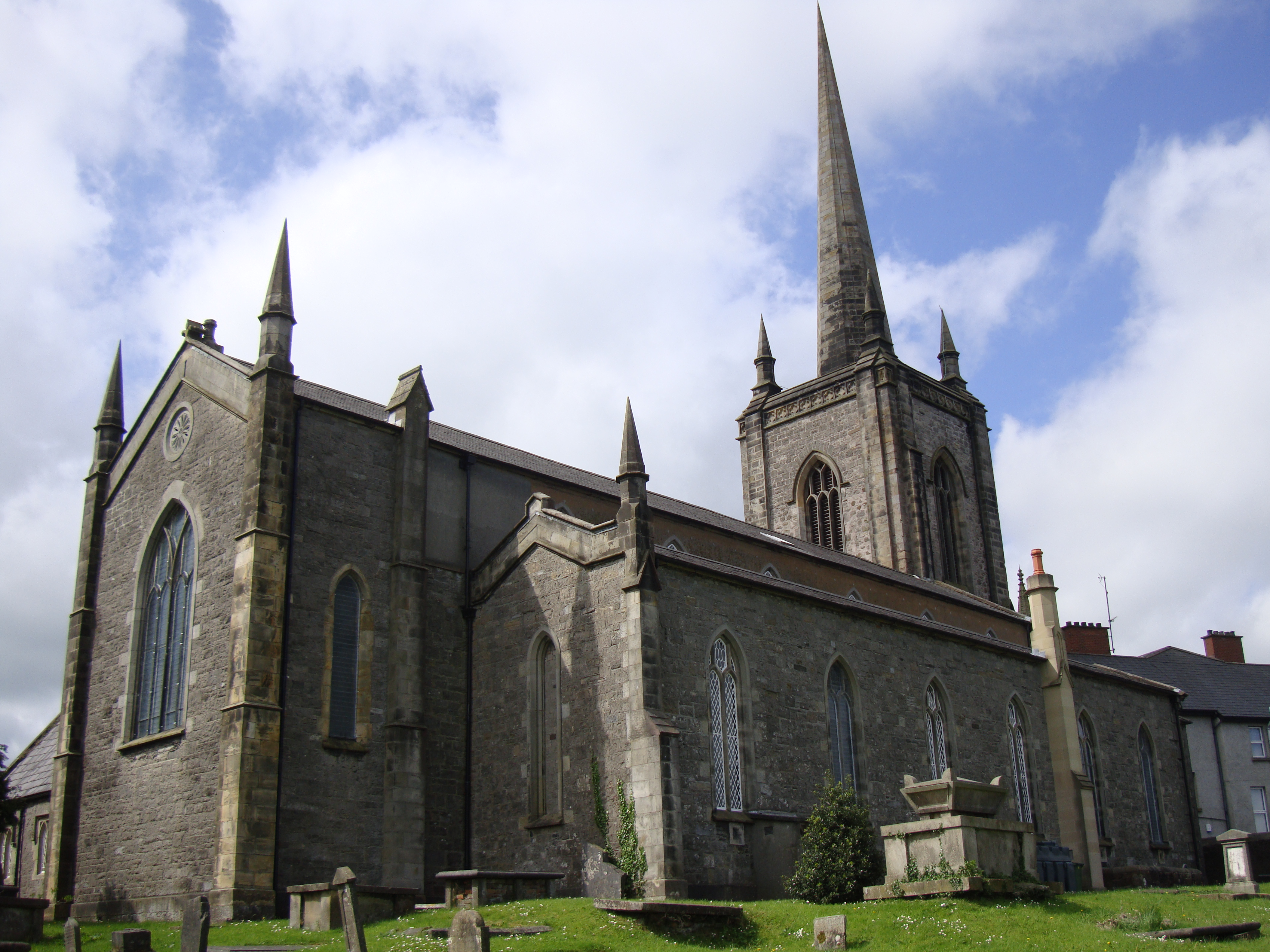

聖瑪加當座堂（英語：St Macartin's Cathedral）是位於英國北愛爾蘭恩尼斯基林的一座愛爾蘭聖公會的教堂，竣工於1842年，於1923年成為這一教區的座堂。